# Hausgrundrisse von Klein Bünstorf
Die Hausgrundrisse von Klein Bünstorf wurden bei Bünstorf, einem Ortsteil von Bad Bevensen im Kreis Uelzen in Niedersachsen, entdeckt und ausgegraben. Sie befanden sich in der „Flur Kiebitzmoor“ am Nordrand eines weit älteren Hügelgräberfeldes aus der Zeit zwischen 1500 und 600 v. Chr. auf der Uferterrasse der Ilmenau.  Das Gräberfeld ist mit 59 unter Wald und Heide liegenden Gräbern eines der größeren in der Lüneburger Heide.

## Beschreibung
Die Siedlung aus der römischen Kaiserzeit (1–375 n. Chr.) und der Völkerwanderungszeit (375–568 n. Chr.) konnte durch die Keramik datiert werden. Zwei Ost-West ausgerichtete Hausgrundrisse wurden vollständig freigelegt. Merkmal der beiden Gebäude ist die apsidenförmige Ausbildung je einer ihrer Schmalseiten. Die gegenläufig parallel, jedoch versetzt zueinander errichteten Gebäude sind ungewöhnlich eng benachbart, bilden also ein Ensemble. Die Länge des vollständig erhaltenen Hausgrundrisses beträgt 23 m bei einer Breite von 6,8 m. Die wahrscheinlich aus Bohlen errichteten Außenwände zeichneten sich deutlich als dunkle Wandgräben im hellen Erdreich ab. Ein etwa 1,5 m tiefer Vorraum von Hausbreite war an der geraden Schmalseite durch eine Reihe eng gesetzter Pfosten deutlich zu erkennen. Die Gebäude hatten jeweils mehrere Eingänge und eine Firstständerkonstruktion für das Dach.
Das Dach an der halbrunden Schmalseite war als Rundwalm gestaltet. Innerhalb der Gebäudegrundrisse legte man Feuerstellen und weitere Pfostengruben frei, die auf eine zumindest partielle Gliederung weisen. Graubraune flächige Verfärbungen lassen in einigen Räumen einen Bohlenfußboden vermuten. Weitere Pfostenlöcher im ausgegrabenen Areal belegen andere, nicht rekonstruierbare Gebäude und an der Seite von Haus II einen großen, aus Rollsteinen gesetzten Ofen, in dem u. a. das Bruchstück eines durchlochten Mahlsteins lag. Einen Stallteil hatten die Gebäude nicht und auch sonst weichen sie von den zeitgenössischen Wohnbauten deutlich ab.